# Cambessedesia harleyi
Cambessedesia harleyi är en tvåhjärtbladig växtart som beskrevs av John Julius Wurdack. Cambessedesia harleyi ingår i släktet Cambessedesia och familjen Melastomataceae. Inga underarter finns listade i Catalogue of Life.